# Rainbow Arts
Rainbow Arts était une société allemande d'édition et de développement de jeu vidéo, fondée en 1984 par Marc Ulrich et fermée en 1999.

## Ludographie
- 3001 O'Connor's Fight
- The Baby of Can Guru
- Bad Cat
- The Birds and the Bees II: Antics
- Bozuma
- Circus Attractions
- Conqueror
- Curse of RA
- Day of the Pharaoh
- Danger Freak
- Denaris
- Down at the Trolls
- Earthworm Jim (version DOS - Earthworm Jim 1 & 2: The Whole Can 'O Worms)
- East vs. West: Berlin 1948
- Future Tank
- Garrison
- Graffiti Man
- Grand Monster Slam
- The Great Giana Sisters
- Hard'n'Heavy
- Imperium Romanum
- In 80 Days Around the World
- Jinks
- Katakis
- Khalaan
- Logical
- Lollypop
- Mr. Pingo
- Money Molch
- M.U.D.S. – Mean Ugly Dirty Sport
- Mad TV
- Madness
- Masterblazer
- Mystery of the Mummy
- Nibbler
- Oxxonian
- Rock'n Roll
- R-Type
- Rendering Ranger: R2
- Soldier
- Spherical
- Starball
- StarTrash
- Street Gang
- Sunny Shine
- To be on Top
- Turrican
- Turrican II: The Final Fight
- Turrican 3
- Time
- The Volleyball Simulator
- Warriors
- X-Out
- Z-Out

## Récompense
- Nommé au 4 d'or 1990 dans la catégorie Meilleure compagnie étrangère